# Karl Ludwig von Goetzen
Karl Ludwig von Goetzen (* 1. Januar 1733 in Grünthal; † 27. Januar 1789 in Landsberg an der Warthe) war ein preußischer Generalmajor und Chef des Dragonerregiments Nr. 4.

## Leben

### Herkunft
Seine Eltern waren der preußische Landrat Karl Ludwig von Götzen (* 14. April 1697; † 22. Mai 1746), Erbherr auf Gründel, Kraatz und Tempelfelde, und dessen Ehefrau Juliane Charlotte, geborene von Sydow (* 11. Februar 1694; † 12. Dezember 1758) aus dem Hause Sydow. Der Generalmajor Friedrich Wilhelm von Götzen der Ältere war sein Bruder.

### Militärkarriere
Goetzen ging 1746 in preußische Dienste und kam als Standartenjunker in das Kürassierregiment „Prinz von Preußen“. Dort wurde er am 6. März 1753 Kornett. Während des Siebenjährigen Krieges nahm er an den Schlachten von Kolin, Breslau, Kay, Kunersdorf und Zorndorf teil. In dieser Zeit wurde er am 21. Januar 1758 Leutnant und am 16. Juni 1760 Rittmeister.
Nach dem Krieg wurde er am 13. Juni 1767 Major und nahm als solcher am Bayerischen Erbfolgekrieg teil. Dann wurde er am 2. September 1780 Oberstleutnant und am 31. Mai 1782 Oberst. Am 19. Juni 1783 zum Kommandeur des Kürassierregiments Nr. 2 ernannt, gab ihm der König am 29. Mai 1786 die Stelle als Chef des Dragonerregiments „Knobelsdorf“. Am 20. Mai 1786 wurde er von König Friedrich II. auch zum Generalmajor ernannt.

### Familie
Goetzen heiratete 1765 Amalie Charlotte Wilhelmine von Arnstedt (* 1748; † 19. Juli 1800). Das Paar hatte mehrere Kinder, darunter:
- Heinrich Karl Wilhelm (* 15. August 1766; † 10. Februar 1814), Hauptmann a. D.
- Ulrike Amalie Albertine Karoline Juliane Wilhelmine (* 22. Juli 1772)
- Friedrich Wilhelm Christian Karl Adolf (* 1. Mai 1775; † 19. August 1787)
- Friedrich (* 1778; † 19. August 1787), Ertrunken bei einem Bootsunfall
- Heinrich Ferdinand Ludwig Karl (* 12. August 1783; † 12. März 1785)
- Friederike Elisabeth Wilhelmine (* 2. Mai 1788)